# Азар (місяць)
Азар (перс. آذر) — дев'ятий місяць іранського календаря, складається з 30 днів. У григоріанському календарі відповідає 22 листопада — 21 грудня.

## Етимологія
Більша частина місяців в іранському календарі носять імена зороастрійських божеств. Назва Азар походить від імені божества вогню Атар.

## Свята
- 9 азар — Свято Азарган, свято імені Азар
- 30 азар — Свято зимового сонцестояння, Ялда

## Знаменні події і вшанування
- 16 азар — День студента